# Poecilotriccus plumbeiceps
A Poecilotriccus plumbeiceps a madarak (Aves) osztályának verébalakúak (Passeriformes) rendjébe és a királygébicsfélék (Tyrannidae) családjába tartozó faj.

## Rendszerezés
Sorolták a Todirostrum nembe Todirostrum plumbeiceps néven.

## Előfordulása
Argentína, Bolívia, Brazília, Paraguay, Peru és Uruguay területén honos. A természetes élőhelye szubtrópusi és trópusi síkvidéki és hegyi esőerdők és cserjések, valamint erősen leromlott egykori erdők.

## Alfajai
- Poecilotriccus albifacies obscurum (J. T. Zimmer, 1940)
- Poecilotriccus albifacies viridiceps (Salvadori, 1897)
- Poecilotriccus albifacies inereipectus (Novaes, 1953)
- Poecilotriccus albifacies plumbeiceps (Lafresnaye, 1846)

## Megjelenése
|  |